# Volksbank Haltern
Die Volksbank Haltern eG war bis zur Fusion zur Volksbank Südmünsterland-Mitte eine Genossenschaftsbank in Haltern am See. Die Hauptstelle der Volksbank Haltern lag am Raiffeisenplatz 1 in Haltern am See und war zusammen mit der Merschstraße eine der beiden größten Geschäftsstellen. Daneben gab es fünf Filialen in den Ortsteilen Sythen, Lippramsdorf, Flaesheim, Lavesum und Hullern. Eine SB-Filiale war in der Innenstadt vorzufinden.

## Zahlen & Fakten
Am 31. Dezember 2018 betrug die Bilanzsumme 511 Mio. Euro. Zu diesem Zeitpunkt waren 10.797 Kunden Mitglied der Bank. Die Volksbank Haltern eG beschäftigte im Jahresdurchschnitt 51 Voll- und 33 Teilzeitmitarbeiter.

## Geschichte

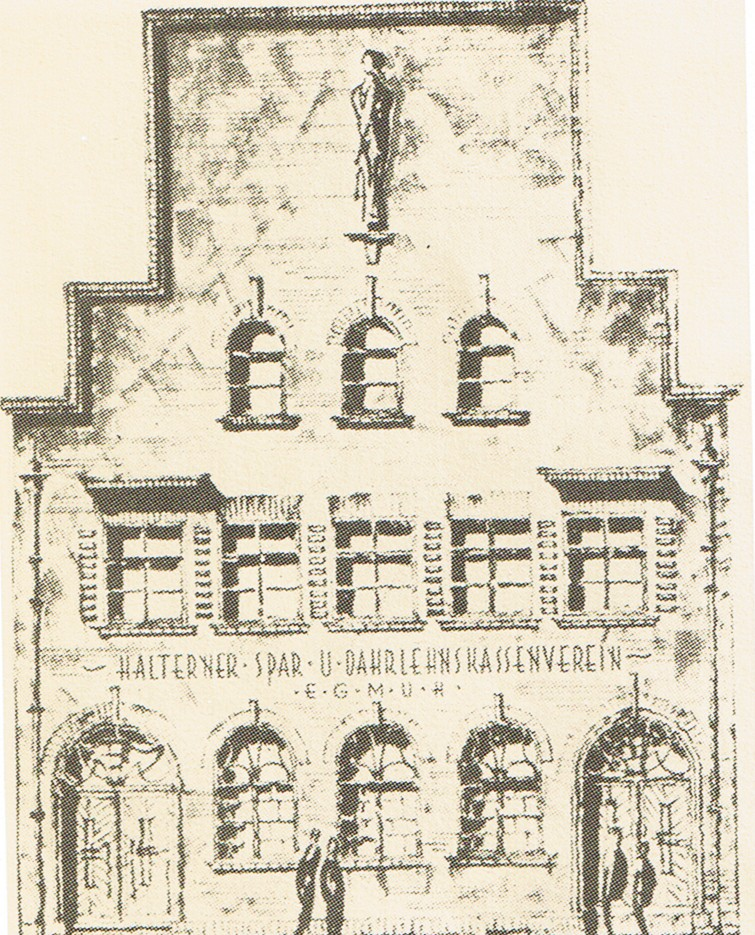
Das erste eigene Bankgebäude entstand auf der Rekumer Str.

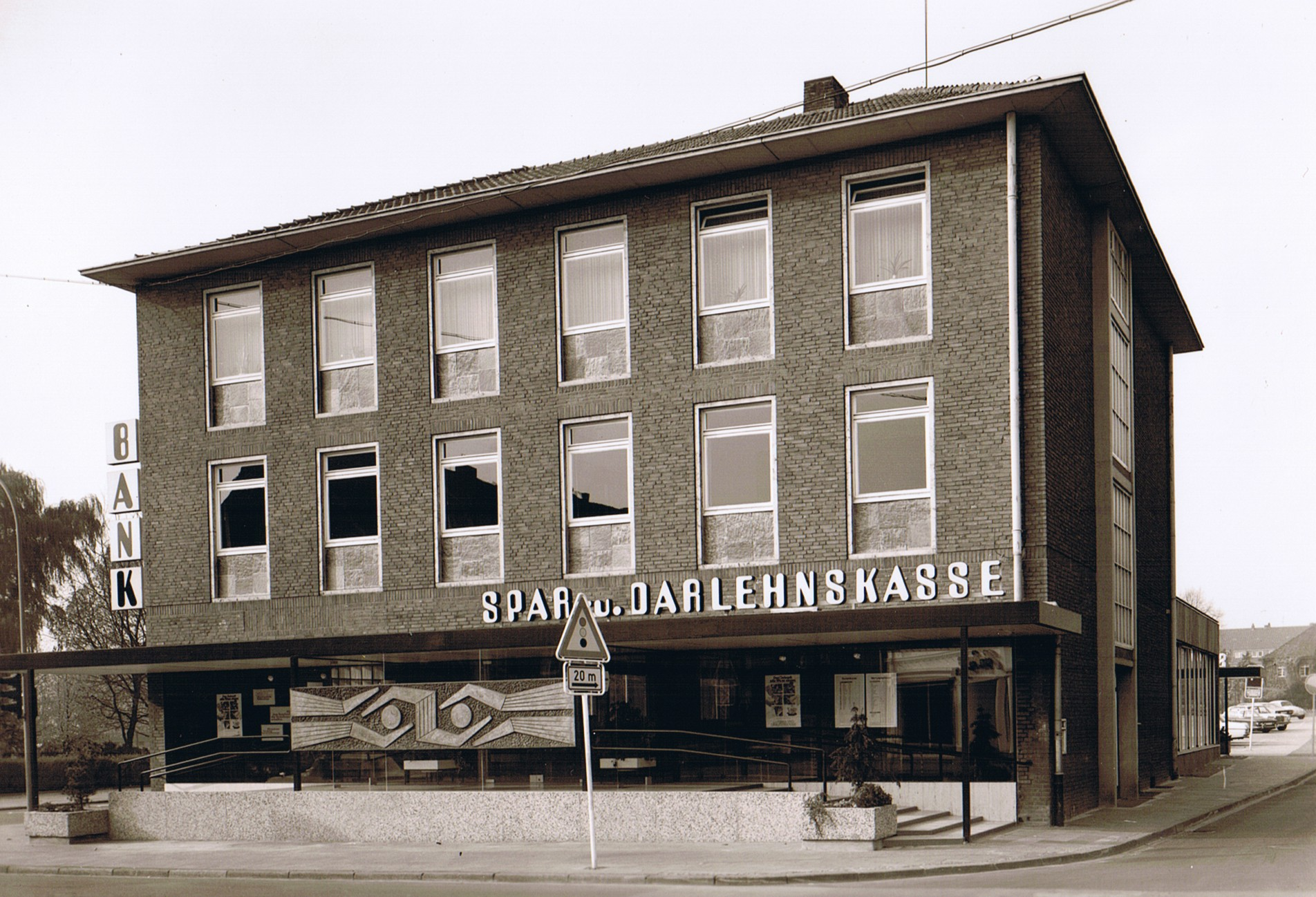
Neubau 1959, die damalige Hauptstelle an der Merschstr.

Am 16. Dezember 1883 gründeten 53 Landwirte, Kaufleute und Handwerker unter dem Vorsitz des Gutspächters Wilhelm Zurhausen den Halterner Spar- und Darlehnskassen-Verein mit unbeschränkter Haftung. Die Gründung fand im Haus Ostendorf in der Gemeinde Lippramsdorf statt. Die Volksbank Haltern eG wurde von mittelständischen Unternehmern gegründet, um den Kreditbedarf der heimischen Wirtschaft zu befriedigen. Bei anderen Banken erhielten sie nämlich keinen Kredit, weil sie nach damaliger Auffassung als nicht kreditwürdig angesehen wurden. Die schwierige wirtschaftliche Situation veranlasste die Väter der Bank selbst etwas zur Linderung der Not zu unternehmen. In den ersten Vorstand wählten die Gründer: Vorsitzender – Posthalter Robert Koch, Stellvertreter – Oekonom August Hubbert, Oekonom Johann Schulte Uphusen, Oekonom Johann Hubbert gt. Budde und Oekonom Heinrich Lewing. Der erste Aufsichtsrat bestand aus: Vorsitzender – Oekonom Wilhelm Zurhausen, Stellvertreter – Oekonom Heinrich Hagemann, Heinrich Hubbert gt. Korte, Oekonom Heinrich Thier, Oekonom Theodor Deinken, Fabrikant Louis Wiesmann, Oekonom Heinrich Wessel, Rendant Fritz Kolck und Oekonom Heinrich König. Im Gründungsprotokoll ist nachzulesen, dass Spareinlagen nur bis zur Höhe von 10.000 DM zu vier Prozent Zinsen angenommen werden durften. Mitglieder hatten ein Eintrittsgeld von einer Mark zu zahlen und einen Geschäftsanteil von drei Mark zu übernehmen. Das erste Kassenlokal befand sich im Haus Kolck am Marktplatz.
Zunächst entwickelten sich die Geschäfte des Spar- und Darlehnskassenvereins nur langsam. So stieg die Mitgliederzahl in den ersten zehn Jahren bis 1894 lediglich von 53 auf 183 und der Reservefonds erhöhte sich auf 5.148,33 Mark. Nach dem Tod des Rendanten Fritz Kolck wählte die Generalversammlung am 8. Oktober 1893 den Stadtkassenrendanten Franz Pohlmann zu seinem Nachfolger. Er führte den Spar- und Darlehnskassenverein in eine erfolgreiche Entwicklungsphase. In den folgenden 20 Jahren bis 1914 erhöhte sich die Mitgliederzahl von 183 auf 730, die Reserven erreichten eine Höhe von 49.601 Mark. Das erste eigene Haus wurde 1930 erbaut. Im April 1931 eröffnete das Bankgebäude die Türen.
Nach dem Zweiten Weltkrieg wurde das Kassengebäude erneut aufgebaut und konnte 1945 wieder benutzt werden. 1947 wurde der Spar- und Darlehnskassenverein in Spar- und Darlehnskasse eGmuH Haltern und 1976 in Volksbank Haltern eG umbenannt. 1957 war in Sythen die erste Zweigstelle eröffnet worden und 1959, rechtzeitig zum 75-jährigen Jubiläum wurde die damalige Hauptstelle an der Merschstr. errichtet. 1972 errichtete die Volksbank in Flaesheim und 1976 in Hullern und Lavesum sowie an der Rekumer Straße weitere Zweigstellen. 1978 fusionierte die Volksbank Lippramsdorf mit der Volksbank Haltern. 2001 wurde die neue Hauptstelle am Kreisverkehr an der Münsterstraße erbaut. Zum 125-jährigen Bestehen erhielt die Volksbank die Adresse „Raiffeisenplatz 1“. Heute hat die Volksbank Haltern eG sieben Filialen und eine SB-Filiale in der Stadt. Alle Filialen wurden mit den Jahren renoviert und dem aktuellen Bankstandard angepasst.